# 米羅皮利亞 (庫皮揚斯克區)
49°33′51″N 37°11′41″E / 49.56417°N 37.19472°E
米羅皮利亞（烏克蘭語：Миропілля）是位於烏克蘭東部的村莊，由哈爾科夫州庫皮揚斯克區的舍夫琴科韦市镇負責管轄。該村始建於1810年，面積1.29平方公里，海拔高度111米，2001年人口130，人口密度每平方公里100.8人。